# Migliatello
Il Migliatello è un piatto tipico della Basilicata, in particolare del territorio dell'alta Lucania e del Melfese.

Il poeta Raffaele Chiurazzi li cita nella sua poesia O scartellat, paragonando un mendicante gobbo a un Migliatello.

## Ricetta

### Ingredienti[2]
- Interiora di agnello o di capretto
- Prosciutto crudo o pancetta
- Limone
- Aglio
- Prezzemolo
- Origano
- Olio d'oliva
- Sale

### Preparazione[1]
Pulite e lavate accuratamente le interiora sfregando con sale grosso le budella, dopo averle aperte, e lasciate il tutto in acqua acidula con succo di limone per qualche ora.
Scolate e asciugate, quindi riducete l'insieme, tranne le budella, a striscioline.
Dividete in 4-8 porzioni, salate, pepate e insaporite con l'aglio e il prezzemolo tritati. Spolverate di origano e avvolgete nelle fette di prosciutto o pancetta, legando successivamente con le budella. Mettete tutto in una teglia, aggiungete acqua, olio e sale, il rosmarino e le foglie di alloro e cuocete in forno già caldo per il tempo necessario. Negli ultimi tempi al posto del prosciutto o della pancetta si preferisce la mortadella mentre anche in passato si aggiungevano al tutto delle patate sbucciate, lavate e tagliate a tocchetti.